# Bioley-Orjulaz
Bioley-Orjulaz is een voormalige gemeente in het Zwitserse kanton Vaud en maakt sinds 1 januari 2008 deel uit van het district Gros-de-Vaud.
Bioley-Orjulaz telt 324 inwoners.

## Geschiedenis
Voor 2008 maakte de gemeente deel uit van het toenmalige district Echallens.
Op 1 juli 2021 ging Bioley-Orjulaz op in de gemeente Assens.

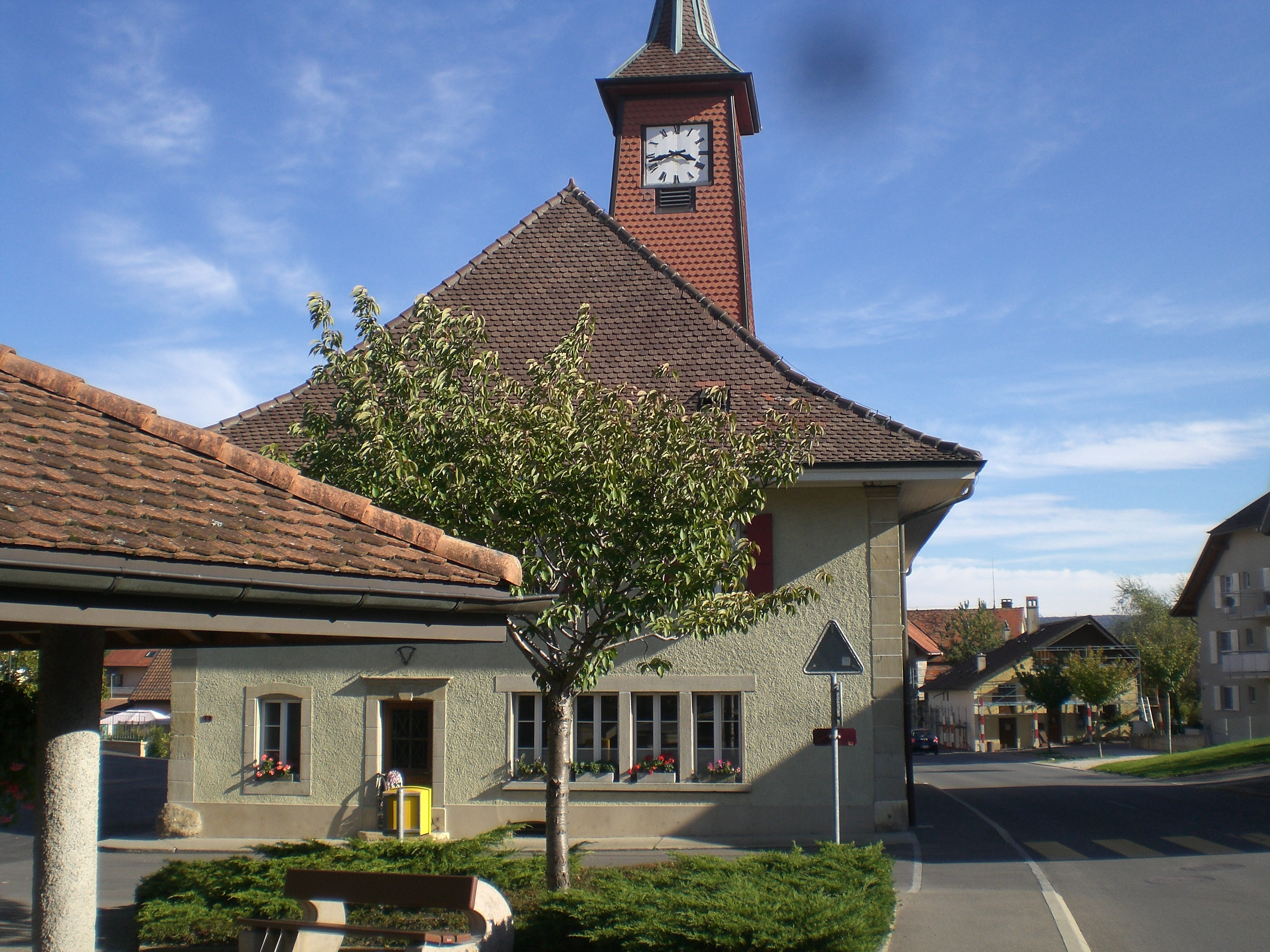
De kerk van Bioley-Orjulaz